# 12e étape du Tour de France 2002
Pour un article plus général, voir Tour de France 2002.
La 12e étape du Tour de France 2002 a eu lieu le 19 juillet 2002 entre Lannemezan et le Plateau de Beille sur une distance de 199,5 km. Elle a été remportée par l'Américain Lance Armstrong (U.S. Postal Service). Il devance d'un peu plus d'une minute les deux Espagnols dont son coéquipier Roberto Heras et Joseba Beloki (ONCE-Eroski). Sa victoire d’étape lui permet de conserver la tête du classement général et le maillot jaune à l'issue de l'étape. L'arrivée se juge pour la seconde fois à l'issue de l'ascension du plateau de Beille (1780 m).

## Profil et parcours
Dans les Pyrénées centrales, après le sprint intermédiaire à Saint-Bertrand-de-Comminges, le parcours a emprunté successivement le col de Menté (1346 m en 1ère cat.) franchi en tête par Christophe Oriol, le col de Portet-d'Aspet (1069 m en 2e cat.), le col de la Core (1395 m en 1ère cat.), le col de Port (1249 m en 2e cat.), ces trois derniers franchis en tête par Laurent Jalabert qui prend ainsi nettement la tête du classement du meilleur grimpeur. L'arrivée se juge à l'issue de l'ascension hors catégorie des 15,9 km menant au plateau de Beille (1780 m).

## Classement de l'étape
| \| Classement de l'étape \| Classement de l'étape \| Classement de l'étape \| Classement de l'étape \| Classement de l'étape \| \| Coureur \| Coureur \| Pays \| Équipe \| Temps \| \| --------------------- \| ------------------------- \| --------------------- \| ------------------------------- \| --------------------- \| \| 1er \| Lance Armstrong \| États-Unis \| US Postal Service \| DQ \| \| 2e \| Roberto Heras \| Espagne \| US Postal Service \| + 1 min 04 s \| \| 3e \| Joseba Beloki \| Espagne \| ONCE-Eroski \| + 1 min 04 s \| \| 4e \| Santiago Botero \| Colombie \| Kelme-Costa Blanca \| + 1 min 11 s \| \| 5e \| Igor González de Galdeano \| Espagne \| ONCE-Eroski \| + 1 min 11 s \| \| 6e \| Raimondas Rumšas \| Lituanie \| Lampre-Daikin \| + 1 min 23 s \| \| 7e \| Carlos Sastre \| Espagne \| CSC-Tiscali \| + 1 min 33 s \| \| 8e \| Marcos Serrano \| Espagne \| ONCE-Eroski \| + 1 min 37 s \| \| 9e \| Óscar Sevilla \| Espagne \| Kelme-Costa Blanca \| + 2 min 07 s \| \| 10e \| Andrei Kivilev \| Kazakhstan \| Cofidis-Le Crédit par Téléphone \| + 2 min 39 s \| |                           |            |                                 |              |
| |                           |            |                                 |              |
| |                           |            |                                 |              |
| Classement de l'étape |                           |            |                                 |              |
| Coureur | Coureur                   | Pays       | Équipe                          | Temps        |
| 1er | Lance Armstrong           | États-Unis | US Postal Service               | DQ           |
| 2e | Roberto Heras             | Espagne    | US Postal Service               | + 1 min 04 s |
| 3e | Joseba Beloki             | Espagne    | ONCE-Eroski                     | + 1 min 04 s |
| 4e | Santiago Botero           | Colombie   | Kelme-Costa Blanca              | + 1 min 11 s |
| 5e | Igor González de Galdeano | Espagne    | ONCE-Eroski                     | + 1 min 11 s |
| 6e | Raimondas Rumšas          | Lituanie   | Lampre-Daikin                   | + 1 min 23 s |
| 7e | Carlos Sastre             | Espagne    | CSC-Tiscali                     | + 1 min 33 s |
| 8e | Marcos Serrano            | Espagne    | ONCE-Eroski                     | + 1 min 37 s |
| 9e | Óscar Sevilla             | Espagne    | Kelme-Costa Blanca              | + 2 min 07 s |
| 10e | Andrei Kivilev            | Kazakhstan | Cofidis-Le Crédit par Téléphone | + 2 min 39 s |

## Classement général
| \| Classement général \| Classement général \| Classement général \| Classement général \| Classement général \| \| Coureur \| Coureur \| Pays \| Équipe \| Temps \| \| ------------------ \| ------------------------- \| ------------------ \| ------------------ \| ------------------ \| \| 1er \| Lance Armstrong \| États-Unis \| US Postal Service \| DQ \| \| 2e \| Joseba Beloki \| Espagne \| ONCE-Eroski \| + 2 min 28 s \| \| 3e \| Igor González de Galdeano \| Espagne \| ONCE-Eroski \| + 3 min 19 s \| \| 4e \| Raimondas Rumšas \| Lituanie \| Lampre-Daikin \| + 5 min 15 s \| \| 5e \| Santiago Botero \| Colombie \| Kelme-Costa Blanca \| + 5 min 44 s \| \| 6e \| Marcos Serrano \| Espagne \| ONCE-Eroski \| + 7 min 14 s \| \| 7e \| Roberto Heras \| Espagne \| US Postal Service \| + 8 min 01 s \| \| 8e \| José Azevedo \| Portugal \| ONCE-Eroski \| + 8 min 24 s \| \| 9e \| Óscar Sevilla \| Espagne \| Kelme-Costa Blanca \| + 9 min 05 s \| \| 10e \| Francisco Mancebo \| Espagne \| iBanesto.com \| + 9 min 10 s \| |                           |            |                    |              |
| |                           |            |                    |              |
| |                           |            |                    |              |
| Classement général |                           |            |                    |              |
| Coureur | Coureur                   | Pays       | Équipe             | Temps        |
| 1er | Lance Armstrong           | États-Unis | US Postal Service  | DQ           |
| 2e | Joseba Beloki             | Espagne    | ONCE-Eroski        | + 2 min 28 s |
| 3e | Igor González de Galdeano | Espagne    | ONCE-Eroski        | + 3 min 19 s |
| 4e | Raimondas Rumšas          | Lituanie   | Lampre-Daikin      | + 5 min 15 s |
| 5e | Santiago Botero           | Colombie   | Kelme-Costa Blanca | + 5 min 44 s |
| 6e | Marcos Serrano            | Espagne    | ONCE-Eroski        | + 7 min 14 s |
| 7e | Roberto Heras             | Espagne    | US Postal Service  | + 8 min 01 s |
| 8e | José Azevedo              | Portugal   | ONCE-Eroski        | + 8 min 24 s |
| 9e | Óscar Sevilla             | Espagne    | Kelme-Costa Blanca | + 9 min 05 s |
| 10e | Francisco Mancebo         | Espagne    | iBanesto.com       | + 9 min 10 s |

## Classements annexes
| Classement par points | Classement par points | Classement par points | Classement par points | Classement par points |
| Coureur               | Coureur               | Pays                  | Équipe                | Points                |
| --------------------- | --------------------- | --------------------- | --------------------- | --------------------- |
| 1er                   | Erik Zabel            | Allemagne             | Telekom               | 217 pts               |
| 2e                    | Robbie McEwen         | Australie             | Lotto-Adecco          | 216 pts               |
| 3e                    | Stuart O'Grady        | Australie             | Crédit Agricole       | 159 pts               |
| 4e                    | Baden Cooke           | Australie             | Fdjeux.com            | 148 pts               |
| 5e                    | Ján Svorada           | Tchéquie              | Lampre-Daikin         | 119 pts               |

| Classement par points | Classement par points | Classement par points | Classement par points | Classement par points |
| Coureur               | Coureur               | Pays                  | Équipe                | Points                |
| --------------------- | --------------------- | --------------------- | --------------------- | --------------------- |
| 1er                   | Erik Zabel            | Allemagne             | Telekom               | 217 pts               |
| 2e                    | Robbie McEwen         | Australie             | Lotto-Adecco          | 216 pts               |
| 3e                    | Stuart O'Grady        | Australie             | Crédit Agricole       | 159 pts               |
| 4e                    | Baden Cooke           | Australie             | Fdjeux.com            | 148 pts               |
| 5e                    | Ján Svorada           | Tchéquie              | Lampre-Daikin         | 119 pts               |

| Classement de la montagne | Classement de la montagne | Classement de la montagne | Classement de la montagne | Classement de la montagne |
| Coureur                   | Coureur                   | Pays                      | Équipe                    | Points                    |
| ------------------------- | ------------------------- | ------------------------- | ------------------------- | ------------------------- |
| 1er                       | Laurent Jalabert          | France                    | CSC-Tiscali               | 142 pts                   |
| 2e                        | Lance Armstrong           | États-Unis                | US Postal Service         | DQ                        |
| 3e                        | Joseba Beloki             | Espagne                   | ONCE-Eroski               | 66 pts                    |
| 4e                        | Laurent Dufaux            | Suisse                    | Alessio                   | 66 pts                    |
| 5e                        | Richard Virenque          | France                    | Domo-Farm Frites          | 59 pts                    |

| Classement de la montagne | Classement de la montagne | Classement de la montagne | Classement de la montagne | Classement de la montagne |
| Coureur                   | Coureur                   | Pays                      | Équipe                    | Points                    |
| ------------------------- | ------------------------- | ------------------------- | ------------------------- | ------------------------- |
| 1er                       | Laurent Jalabert          | France                    | CSC-Tiscali               | 142 pts                   |
| 2e                        | Lance Armstrong           | États-Unis                | US Postal Service         | DQ                        |
| 3e                        | Joseba Beloki             | Espagne                   | ONCE-Eroski               | 66 pts                    |
| 4e                        | Laurent Dufaux            | Suisse                    | Alessio                   | 66 pts                    |
| 5e                        | Richard Virenque          | France                    | Domo-Farm Frites          | 59 pts                    |

| Classement du meilleur jeune | Classement du meilleur jeune | Classement du meilleur jeune | Classement du meilleur jeune | Classement du meilleur jeune |
| Coureur                      | Coureur                      | Pays                         | Équipe                       | Temps                        |
| ---------------------------- | ---------------------------- | ---------------------------- | ---------------------------- | ---------------------------- |
| 1er                          | Ivan Basso                   | Italie                       | Fassa Bortolo                | 47 h 00 min 16 s             |
| 2e                           | Isidro Nozal                 | Espagne                      | ONCE-Eroski                  | + 10 s                       |
| 3e                           | Nicolas Vogondy              | France                       | Fdjeux.com                   | + 1 min 07 s                 |
| 4e                           | Haimar Zubeldia              | Espagne                      | Euskaltel-Euskadi            | + 1 min 20 s                 |
| 5e                           | Christophe Brandt            | Belgique                     | Lotto-Adecco                 | + 11 min 51 s                |

| Classement du meilleur jeune | Classement du meilleur jeune | Classement du meilleur jeune | Classement du meilleur jeune | Classement du meilleur jeune |
| Coureur                      | Coureur                      | Pays                         | Équipe                       | Temps                        |
| ---------------------------- | ---------------------------- | ---------------------------- | ---------------------------- | ---------------------------- |
| 1er                          | Ivan Basso                   | Italie                       | Fassa Bortolo                | 47 h 00 min 16 s             |
| 2e                           | Isidro Nozal                 | Espagne                      | ONCE-Eroski                  | + 10 s                       |
| 3e                           | Nicolas Vogondy              | France                       | Fdjeux.com                   | + 1 min 07 s                 |
| 4e                           | Haimar Zubeldia              | Espagne                      | Euskaltel-Euskadi            | + 1 min 20 s                 |
| 5e                           | Christophe Brandt            | Belgique                     | Lotto-Adecco                 | + 11 min 51 s                |

| Classement par équipes | Classement par équipes          | Classement par équipes | Classement par équipes |
| Équipe                 | Équipe                          | Pays                   | Temps                  |
| ---------------------- | ------------------------------- | ---------------------- | ---------------------- |
| 1re                    | ONCE-Eroski                     | Espagne                | 140 h 35 min 40 s      |
| 2e                     | US Postal Service               | États-Unis             | + 7 min 39 s           |
| 3e                     | Kelme-Costa Blanca              | Espagne                | + 12 min 17 s          |
| 4e                     | Cofidis-Le Crédit par Téléphone | France                 | + 13 min 58 s          |
| 5e                     | CSC-Tiscali                     | Danemark               | + 21 min 33 s          |

| Classement par équipes | Classement par équipes          | Classement par équipes | Classement par équipes |
| Équipe                 | Équipe                          | Pays                   | Temps                  |
| ---------------------- | ------------------------------- | ---------------------- | ---------------------- |
| 1re                    | ONCE-Eroski                     | Espagne                | 140 h 35 min 40 s      |
| 2e                     | US Postal Service               | États-Unis             | + 7 min 39 s           |
| 3e                     | Kelme-Costa Blanca              | Espagne                | + 12 min 17 s          |
| 4e                     | Cofidis-Le Crédit par Téléphone | France                 | + 13 min 58 s          |
| 5e                     | CSC-Tiscali                     | Danemark               | + 21 min 33 s          |